# یانوف (ناحیه ریخنوف ناد کنیژنوو)
یانوف (به چکی: Janov) یک منطقهٔ مسکونی در جمهوری چک است که در ناحیه ریخنوف ناد کنیژنوو واقع شده‌است.